# Amfidiploïdie
Amfidiploïde organismen hebben door een mutatie het volledige dubbele genoom (tetraploïde) van twee verschillende oudersoorten. Amfidiploïdie komt voor bij planten.
Als twee onderling voldoende verschillende oudersoorten kruisen, dan zullen de hybride nakomelingen gewoonlijk geen nakomelingen krijgen. Nakomelingen zullen er hoogstens ontstaan in uitzonderingsgevallen, als de beide oudersoorten zeer nauw verwant zijn, maar deze nakomelingen zullen verder geen vruchtbaar nageslacht hebben omdat bij de meiose (reductiedeling) de chromosomen zich niet in homologe chromosomenparen kunnen splitsen. Als bij de hybride nakomelingen eerst een verdubbeling optreedt van de chromosomen, hoeven er geen problemen meer op te treden bij de reductiedeling. Het zijn dan alloploïde organismen. Ze gedragen zich vaak weer als normale diploïde planten.
Een voorbeeld van een allotetraploïd is koolzaad (Brassica napus) met 38 chromosomen dat ontstaan is uit kool (Brassica oleracea) met 18 en Chinese kool (Brassica campestris) met 20 chromosomen. Bij een autoploïde plant zijn de chromosomen van één soort afkomstig.